# La Malédiction de la mouche
Série La Mouche (1958)
Le Retour de la mouche
(1959)
Pour plus de détails, voir Fiche technique et Distribution.
La Malédiction de la mouche (Curse of the Fly) est un film britannique réalisé par Don Sharp, sorti en 1965.
Il fait suite au Retour de la mouche (1959), lui-même suite de La Mouche noire (1958).

## Synopsis
Henri Delambre continue les expériences de son père et de son grand-père. Il essaie de téléporter des humains à travers l'Atlantique, mais ceux-ci reviennent systématiquement mutilés.

## Fiche technique
Sauf indication contraire, les informations mentionnées dans cette section peuvent être confirmées par les bases de données cinématographiques IMDb et Allociné,  présentes dans la section « Liens externes ».
- Titre original : Curse of the Fly
- Titre français : La Malédiction de la mouche
- Réalisation : Don Sharp
- Scénario : Harry Spalding, d'après le concept et les personnages de la nouvelle La Mouche de George Langelaan
- Musique : Bert Shefter
  - Musiques additionnelles : New Philharmonia Orchestra of London
- Direction artistique : Harry White
- Photographie : Basil Emmott
- Son : Jock May et Clive Smith
- Production : Robert L. Lippert et Jack Parsons
- Société de production : Lippert Films
- Société de distribution : Twentieth Century Fox Film Company (Royaume-Uni)
- Budget : n/a
- Pays de production :  Royaume-Uni
- Langue originale : anglais
- Format : noir et blanc — 35 mm — 2,35:1 (CinemaScope) — son Mono (Westrex Recording System)
- Genre : épouvante-horreur, science-fiction, drame
- Durée : 86 minutes
- Dates de sortie[1] :
  - Royaume-Uni : janvier 1966
- Classification :
  - Royaume-Uni : pour un public de 8 ans et plus - accord parental souhaitable (PG - Parental Guidance)

## Distribution
- Brian Donlevy : Henri Delambre
- George Baker : Martin Delambre
- Carole Gray : Patricia 'Pat' Stanley
- Yvette Rees : Wan
- Burt Kwouk : Tai
- Mary Manson : Judith Delambre
- Michael Graham : Albert Delambre
- Rachel Kempson : Madame Fournier
- Jeremy Wilkins : Inspecteur Ronet
- Charles Carson : Inspecteur Charas

## Éditions en vidéo
En France, le film La Malédiction de la mouche est sorti en DVD le 7 juin 2006.